# Аероплани
Аероплани е българска детска телевизионна новела (драма) от 1973 година по сценарий Димитър Паунов. Режисьор е Лиляна Пенчева, а оператор Младен Колев, художник Недю Недев. Музиката е на Атанас Косев .

## Актьорски състав
| В главните роли | Изпълнител        |
| --------------- | ----------------- |
| Тошко           | Тошко Недялков    |
| бащата          | Светозар Неделчев |
| майката         | Виолета Донева    |
| съсед           | Владимир Николов  |
| съсед           | Димитър Манчев    |
| съсед           | Михаил Неделчев   |
| съсед           | Никола Атанасов   |